# Toxicity
Toxicity (в переводе с англ. — «Токсичность») — второй альбом американской рок-группы System of a Down, выпущенный 4 сентября 2001 года Columbia Records. В отличие от более агрессивного дебютного альбома группы, Toxicity более мелодичен и гармоничен. Несмотря на то, что жанр альбома классифицируется главным образом как альтернативный метал и ню-метал, Toxicity также включает в себя элементы некоторых других жанров, в том числе народной музыки и прогрессивного рока. Большая часть песен альбома имеет политический контекст, однако также есть песни про вопросы перенаселения тюрем и убеждений Чарльза Мэнсона об окружающей среде.
Toxicity был записан Cello Studios в Голливуде. Было записано более тридцати песен, но группа снизила количество песен на альбоме до четырнадцати. Альбом занял первое место в Billboard 200 и Canadian Albums Chart, был распродан количеством 220 000 копий в первую неделю релиза, стал трижды платиновым в ноябре 2002, а в Соединённых Штатах его купили как минимум 2 700 000 раз. Все синглы из Toxicity попали в Billboard Hot 100. Третий сингл, «Aerials», занял первую позицию в Mainstream Rock Songs и Modern Rock Tracks. Toxicity получил в основном положительные оценки и отзывы критиков
Во время тура в поддержку Toxicity произошёл ряд инцидентов. На бесплатном концерте в Голливуде за день до релиза альбома начались беспорядки из-за отмены выступления по причине слишком большого количества зрителей. После этого System of a Down начала совместный тур со Slipknot, во время которого был избит басист группы Шаво Одаджян. Несмотря на это, тур прошёл удачно.

## Продажи
Toxicity достиг первого места Billboard 200, разошедшись в размере 220 000 копий в первую неделю после релиза. Также он занял первое место в Canadian Albums Chart. Помимо этого Toxicity стал трижды платиновым в США, разошедшись в размере 2 700 000 копий. Всего в мире было продано 12 миллионов копий альбома.
Все синглы из альбома попали в Billboard Hot 100; «Chop Suey!» занял 76, «Toxicity» — 70 и «Aerials» — 55 место. «Aerials» оставался самым большим хитом группы до выхода «B.Y.O.B.», который достиг 27 позиции в 2005 году. «Aerials» достиг первого места в чартах Mainstream Rock Songs и Alternative Songs. «Chop Suey!» и «Toxicity» входят в десятку лучших песен группы. В 2005 году Toxicity занял первое место в Catalog Albums.

## Концертный тур
3 сентября 2001 года System of a Down представили Toxicity на бесплатном концерте в Голливуде. Выступление группы должно было пройти на стоянке, рассчитанной на 3500 человек, однако, по оценкам, на концерт явилось порядка 7—10 тысяч зрителей. В целях безопасности выступление System of a Down без каких-либо объявлений было отменено незадолго до выхода музыкантов на сцену. Не было объявлено, что концерт был отменён и фанаты ждали появления группы больше часа, но когда баннер, на котором было написано название группы, был убран, зрители бросились на сцену, уничтожив всё звуковое оборудование группы (около 30 000 долларов за оборудование) и начали бунтовать, бросая камни в полицию, разбивая окна и стуча по портативным туалетам. Беспорядки длились шесть часов, в течение которых было произведено шесть арестов. Менеджер группы, Дэвид Бенвенисте, позже сказал, что недовольства можно было бы избежать, если бы System of a Down было разрешено сделать заявление на концерте относительно отмены. Также, чтобы предотвратить подобные беспорядки, было отменено запланированное на следующий день выступление в магазине.
В этом же месяце System of a Down приступил к совместным с Slipknot гастролям в США и Мексике. Во время концерта в Гранд-Рапидс в октябре 2001 года пытающегося выйти за кулисы Одаджяна оскорбили и избили охранники. После нападения он на месте получил медицинскую помощь от персонала арены и полиции. Затем Одаджян подал иск против DuHadway Kendall Security, на которую работали данные охранники. Несмотря на этот инцидент тур в целом удался, и группа в дальнейшем стала одним из хэдлайнеров Iowa World Tour.

## Отзывы критиков
| Совокупная оценка             | Совокупная оценка |
| Источник                      | Оценка            |
| ----------------------------- | ----------------- |
| Metacritic                    | 73/100            |
| Оценки критиков               |                   |
| Источник                      | Оценка            |
| AllMusic                      | [ 15 ]            |
| Alternative Press             | (9/10)            |
| Blabbermouth.net              | (10/10)           |
| Entertainment Weekly          | (B−)              |
| Kerrang!                      | [ 19 ]            |
| Los Angeles Times             | [ 20 ]            |
| Q                             | [ 21 ]            |
| Rolling Stone                 | [ 22 ]            |
| The Rolling Stone Album Guide | [ 23 ]            |
| Slant                         | [ 24 ]            |

После выхода альбом получил преимущественно положительные отзывы. На сайте-агрегаторе Metacritic Toxicity имеет средневзвешенную оценку 73 из 100 на основе обзоров девяти критиков.
Эдуардо Ривадавия из AllMusic назвал Toxicity «одним из лучших метал-альбомов 2001 года» и написал, что альбом «вполне может оказаться классикой хэви-метала». Toxicity является одним из 21 альбомов получивших идеальный рейтинг от Blabbermouth.net, рецензент которого, Дон Кей, хвалил System of a Down, говоря «это одна из немногих групп, о которых люди точно будут говорить еще лет десять». Терри Безер из Drowned in Sound говорил, что группа «вероятно, самая важная группа в мире метала прямо сейчас».

## Список композиций
Все тексты написаны Сержем Танкяном, кроме отмеченных, вся музыка написана Дароном Малакяном, кроме отмеченных.
| №                   | Название                                    | Текст песни         | Музыка              | Длительность |
| ------------------- | ------------------------------------------- | ------------------- | ------------------- | ------------ |
| 1.                  | «Prison Song»                               | Танкян, Малакян     |                     | 3:21         |
| 2.                  | «Needles»                                   | Танкян, Малакян     | Танкян, Малакян     | 3:13         |
| 3.                  | «Deer Dance»                                | Танкян, Малакян     |                     | 2:55         |
| 4.                  | «Jet Pilot»                                 |                     | Одаджян, Малакян    | 2:06         |
| 5.                  | «X»                                         |                     |                     | 1:58         |
| 6.                  | «Chop Suey!»                                | Танкян, Малакян     |                     | 3:30         |
| 7.                  | «Bounce»                                    |                     | Малакян, Одаджян    | 1:54         |
| 8.                  | «Forest»                                    |                     |                     | 4:00         |
| 9.                  | «ATWA» (Air, Trees, Water, Animals)         | Танкян, Малакян     |                     | 2:56         |
| 10.                 | «Science» (совместно с Арто Тунджбояджяном) |                     |                     | 2:43         |
| 11.                 | «Shimmy»                                    |                     | Танкян              | 1:51         |
| 12.                 | «Toxicity»                                  |                     | Малакян, Одаджян    | 3:39         |
| 13.                 | «Psycho»                                    | Танкян, Малакян     |                     | 3:45         |
| 14.                 | «Aerials[+]»                                | Танкян, Малакян     |                     | 6:11         |
| Общая длительность: | Общая длительность:                         | Общая длительность: | Общая длительность: | 44:02        |

↑ + Aerials содержит скрытый трек под названием «Arto». Он является адаптацией «Der Voghormia», традиционного армянского церковного гимна.
| №                   | Название            | Текст песни         | Музыка                   | Длительность |
| ------------------- | ------------------- | ------------------- | ------------------------ | ------------ |
| 1.                  | «Sugar» (live)      | Танкян              | Одаджян, Малакян         | 2:27         |
| 2.                  | «War?» (live)       | Танкян              | Малакян                  | 2:48         |
| 3.                  | «Suite-Pee» (live)  | Танкян              | Малакян                  | 2:58         |
| 4.                  | «Know» (live)       | Танкян              | Одаджян, Малакян, Танкян | 3:03         |
| 5.                  | «Johnny»            | Танкян              | Танкян                   | 2:09         |
| Общая длительность: | Общая длительность: | Общая длительность: | Общая длительность:      | 13:25        |

| №  | Название    | Текст песни | Музыка | Длительность |
| -- | ----------- | ----------- | ------ | ------------ |
| 8. | «Johnny[*]» | Танкян      | Танкян | 2:27         |

↑ * Johnny был включён восьмым в японскую версию альбома, подвинув треки под номерами от 8-го до 14-го на одну позицию вперёд.
| №                   | Название                      | Текст песни         | Музыка              | Длительность |
| ------------------- | ----------------------------- | ------------------- | ------------------- | ------------ |
| 1.                  | «Toxicity» (Малакян, Одаджян) | Танкян              | Малакян, Одаджян    | 2:27         |
| 2.                  | «Chop Suey!» (live)           | Танкян, Малакян     | Малакян             | 2:48         |
| 3.                  | «Prison Song» (live)          | Танкян, Малакян     | Малакян             | 3:21         |
| 4.                  | «Bounce» (live)               | Танкян              | Малакян, Одаджян    | 1:54         |
| Общая длительность: | Общая длительность:           | Общая длительность: | Общая длительность: | 10:30        |

| №  | Название                                 | Длительность |
| -- | ---------------------------------------- | ------------ |
| 1. | «Behind the Scenes/Making of the Record» | 9:54         |

## Участники записи
Данные взяты из буклета альбома.
| - Серж Танкян — вокал, клавишные, автор текстов - Дарон Малакян — гитара, ситар, вокал - Шаво Одаджян — бас-гитара - Джон Долмаян — ударная установка - Рик Рубин — пианино - Арто Тунчбояджян — дополнительный вокал и музыка - Марк Манн — текст, дирижирование - Мартин Аткинс — съёмка - Глен Фридмен — съёмка - Джон Долмаян — съёмка - Hallie Sirota — съёмка - Марк Уэйкфилд — дизайн обложки - Шаво Одаджян — арт-директор - Брэнди Флауэр — художник | - Рик Рубин — продюсер - Дарон Малакян — продюсер - Серж Танкян — сопродюсер - Энди Уоллес — микширование - Дэвид Шиффман — звукорежиссёр - Грег Коллинс — помощник звукорежиссёра - Даррен Мора — помощник звукорежиссёра - Эл Сандерсон — помощник звукорежиссёра - Райан Маккормик — помощник звукорежиссёра - Джим Шампань — помощник звукорежиссёра - Рич Балмер — режиссёр сведения - Линдсей Чэйз — координатор производства - Эдди Шрейер — мастеринг |

## Позиции в чартах

### Еженедельные чарты
| Чарт (2001)    | Высшая позиция |
| -------------- | -------------- |
| Австралия      | 6              |
| Канада         | 1              |
| Нидерланды     | 17             |
| Финляндия      | 8              |
| Германия       | 23             |
| Ирландия       | 17             |
| Новая Зеландия | 7              |
| Польша         | 17             |
| Великобритания | 13             |
| США            | 1              |

### Годовые чарты
| Чарт (2001)              | Позиция |
| ------------------------ | ------- |
| Australian Chart         | 81      |
| Billboard 200            | 101     |
| Dutch Albums Chart       | 93      |
| Чарт (2002)              | Позиция |
| Australian Chart         | 23      |
| Billboard 200            | 28      |
| Dutch Albums Chart       | 76      |
| German Albums Chart      | 60      |
| New Zealand Albums Chart | 19      |

### Декадные чарты
| Чарт (2000—2009) | Позиция |
| ---------------- | ------- |
| Billboard 200    | 123     |

## Сертификации
| Регион | Сертификация  | Продажи    |
| --- | ------------- | ---------- |
| Австрия (IFPI Austria)                                                                                                   | Золотой       | 20,000*    |
| Австралия (ARIA) | 3× Платиновый | 210 000^   |
| Бельгия (BEA) | Золотой       | 25 000*    |
| Бразилия (ABPD) | Золотой       | 50 000*    |
| Бразилия (ABPD) · 5-album bundle                                                                                         | Платиновый    | 40 000*    |
| Канада (Music Canada) | 2× Платиновый | 200 000^   |
| Германия (BVMI) | Золотой       | 150 000^   |
| Италия (FIMI) | Платиновый    | 50 000*    |
| Новая Зеландия (RMNZ) | Платиновый    | 15 000^    |
| Польша (ZPAV) | Золотой       | 10 000     |
| Швейцария (IFPI Switzerland)                                                                                             | Золотой       | 20 000^    |
| Великобритания (BPI) | 2× Платиновый | 600 000    |
| США (RIAA) | 3× Платиновый | 2,700,000  |
| Итого |               |            |
| Европа (IFPI) | Платиновый    | 1 000 000* |
| * Данные о продажах приведены только на основе сертификации. ^ Данные о тиражах приведены только на основе сертификации. |               |            |